# Кумышанская пещера
Кумыша́нская пеще́ра находится на западном склоне Среднего Урала, в Горнозаводском районе на востоке Пермского края. Она расположена на правом берегу реки Кумыш (левого притока реки Чусовой), в 300 м от устья. По обоим берегам реки друг против друга стоят две узкие скалы в виде рёбер высотой 15—17 м. Пещера находится в правой скале. Высота входа 4 м над уровнем берега. Пещера представляет собой узкую щель высотой до 5 м, длиной до 9 м и шириной 2 м (площадь пола около 17 м2). У стен обнаружены карнизы шириной 0,5–0,6 м, простирающиеся на 6,6 м вдоль стен с ровной поверхностью. В центре пещеры, вдоль её продольной оси, проходит расселина шириной от 0,3 м у входа до 0,6 м в глубине. Южная часть пещеры, лишённая карнизов, образует своеобразную камеру. Вход ориентирован на север с небольшим уклоном к западу. Перед пещерой отсутствует площадка; пол, ровный и слегка наклонённый к выходу, сразу за входом круто обрывается к реке. Солнце почти не проникает внутрь, освещая лишь около 0,5 м у входа в течение получаса вечером. Несмотря на это, пещера остаётся сухой.
В пещере выявлены культурные остатки от палеолита до средневековья. Коллекция находок насчитывает более 2900 экземпляров. В 1998–2000 годах в пещере проводились раскопки, охватившие всю её площадь. 
Стратиграфия отложений такова: под тонким (2–4 см, у входа до 40 см) слоем чёрного гумусированного грунта залегает чёрный пылевидный слой с мелкой щебёнкой и голоценовыми культурными остатками, мощностью 0,3 м (до 0,4 м в расселине). Ниже следует коричневый слой: супесчаный у выхода, глинистый в глубине, переходящий в плотную коричневую глину плейстоценового возраста мощностью 0,4–0,5 м (в расселине до 1 м). В южной камере плейстоценовая глина отсутствует, её заменяет светло-коричневая иловатая глина с редкими находками. Возможно, в камере действовал карстовый источник (вынырок), связанный с истоком реки Кумыш, что объясняет иловатую глину, размытое погребение и вертикальное расположение находок.

## Археологические находки
В пещере обнаружены археологические комплексы палеолита, мезолита, неолита и энеолита, а также бронзового века (наиболее многочисленный комплекс находок), железного века и средневековья. Палеолитический слой пещеры по кости мамонта датируется калиброванным радиоуглеродным возрастом 11,85...13,46 тыс. лет до н. э. (калиброванная дата 15 410–13 797 лет до настоящего времени). Для нижнего палеолитического слоя Кумышанской пещеры, в котором найдены два нуклеуса, два отщепа и заготовки бифаса, радиоуглеродным методом по кости носорога получена датировка 33 670 ± 300 лет назад. В целом на 2021 год в пещере к палеолиту отнесена 81 находка. Культовые комплексы мезолита, неолита и энеолита представлены единичными находками. При раскопках южной половины пещеры было выявлено необычное коллективное неолитическое погребение (3 женщины и 4 ребёнка) — единственное на Урале коллективное захоронение позднего неолита. Обнаруженная распавшаяся по швам черепная крышка годовалого младенца служила своеобразной чашей для хранения минеральной краски. По человеческим костям погребение получило калиброванную радиоуглеродную дату — 3622—3108 лет до н. э. (поздний неолит). У неолитического образца NEO687 (3624—3361 лет до н. э.) из Кумышанской пещеры определена митохондриальная гаплогруппа U5a1d2 и Y-хромосомная гаплогруппа R1a.